# 0,(9)
0,(9) (чете се нула цяло и девет в период) или 0,999... е безкрайна периодична дроб (т.е. безкраен брой деветки след десетичната запетая) и представлява реалното число 1 (друго представяне на числото 1 е 1,000..., т.е. 1,(0)). Често се дава като класически пример в уводните курсове по реален анализ. Съществуват различни математически доказателства на това твърдение, с различна строгост, в зависимост от познанията на слушателите, пред които се представя.
Учени, занимаващи се с методиката на преподаването изследват как студентите приемат равенството 0,999...=1. Немалка част от тях отхвърлят факта поне отначало. Но много са убедени от учебници, преподаватели, чрез математическо доказателство в горното равенство. Разсъжденията на студентите се основават на грешна интуиция, свързана с природата на реалните числа: че всяко реално число може да се запише по единствен начин или че съществуват ненулеви инфинитезимали.
Фактът, че 1 няма уникално представяне, съвсем не е ограничен до десетичната бройна система – така е и при бройните системи с основа естествено число. Теоретично математиците са определили и начините за записване на 1 в бройни системи с основа произволно реално число. Този факт не е ограничен само до числото 1: Всяко реално число, различно от 0, което не е безкрайна дроб, има „близнак“, безкрайна периодична дроб, която завършва с безкраен брой деветки. Например числото 7,51986 може да се запише и като 7,51985(9). За простота обикновено се изписва числото, чиито запис е с крайна дължина. Този любопитен факт намира приложение в разбирането на структурата на десетичните дроби, както и в разбирането на структурата на прости фрактали, като множеството на Кантор.
Възможно е да бъдат построени числени множества, в които 0,(9) e строго по-малко от 1, но те ще са с доста по-различни свойства, от тези на множеството на реалните числа.

## Въведение
0,(9) е число, записано в десетичната бройна система, и най-простите доказателства се основават на аритметичните свойства на тази бройна система. Аритметичните действия за реалните числа – събиране, изваждане, умножение и деление, се основават на действия и са дефинирани на основата на целите числа. Както и при целите числа, ако разглеждаме реални числа, които не са безкрайни десетични дроби, различен запис означава, че разглеждаме различни числа. В частност всяко число, което се записва като 0,999...9, т.е. след десетичната запетая имаме краен брой деветки, е строго по-малко от 1.
Съществуват множество доказателства, че 0,(9) = 1. Преди да предложим алгебрично доказателство на този факт, трябва да направим няколко уточнения: две реални числа са еднакви, тогава и само тогава когато тяхната разлика не е равна на никое положително реално число. Следва да докажем, че разликата между 1 и 0,(9) е по-малка от всяко такова число.
За разлика от целите числа, дробите могат да бъдат представяни по безброй начини. Например 1⁄3 = 2⁄6. Някои от безкрайните десетични дроби обаче могат да се представят максимум по два начина, като ако единият завършва с безкраен брой деветки, другият е краен и завършва с 0 (т.е. да завършва с безкраен брой нули).

## Грешни разбирания
Студенти дори по математика и точни науки, често отхвърлят равенството 0,(9) = 1, най-вече поради грешно разбиране на математичната природа на границата или на проблема за инфинитезималите (архимедовостта на множеството на реалните числа). Има много фактори, оказващи влияние върху това недоразумение:
- Не малко студенти са убедени, че дадено число може да бъде представено по един-единствен начин. Разглеждането на две привидно различни десетични дроби изглежда парадоксално, усещане, което се засилва от привидно добре познатото число 1.[1]
- Някои студенти разглеждат „0,999...“ като голям, но краен ред от деветки, с неопределена дължина.
- Интуицията и двоякото преподаване карат студентите да мислят за границата като за безкраен процес, вместо за строго определена стойност, след като редицата не достига стойността на своята граница. Понякога след като студентите разберат разликата между числова редица и нейната граница, те интерпретират „0,999...“ като съответната числова редица, а не като нейната граница.[1]
- Някои разглеждат 0,999... като фиксирана величина, която се отличава от 1 с безкрайно малка стойност (т.e. 1 – 0,999... = 10-∞).

Забележка: Важно е да се отбележи, че 10-∞ няма математически смисъл. Приемането на обратното е обичайна грешка. Правилно е да се каже, че границата на 10k, когато k→-∞, е 0.
- Някои смятат, че стойността на сходящ числов ред е приближение, а не неговата истинска стойност.

Тези убеждения са грешни в контекста на стандартния реален анализ, въпреки че някои могат да бъдат верни в нестандартния анализ.
Тези грешки са описани от проф. Дейвид Тол, в неговата статия, който изследвал методиката на преподаване и научаването сред студентите. Мнозинството от интервюираните от него студенти приемат 0,(9) като най-близкото до 1 число, отстоящо на безкрайно малко разстояние от него.

## Доказателства

### Аритметика

#### С дроби
Нека разделим 1 на 3. Прилагайки правилата за деление, намираме:
{\displaystyle {\frac {1}{3}}=0,333...=0,(3)}
Умножаваме двете страни по 3, и получаваме:
{\displaystyle 3\times {\frac {1}{3}}=3\times 0,(3)}
{\displaystyle 1=0,(9)}
Или още по-просто:
{\displaystyle {\begin{aligned}{\frac {9}{9}}&=1\\{\frac {9}{9}}&=9\times {\frac {1}{9}}=9\times 0,111\dots =0,999\dots \end{aligned}}}.
След като двете равенства са верни, то според транзитивността на равенствата 0,(9) = 1.

#### Само с десетични дроби
Ако умножим едно число по 10, то произведението прилича на единия множител, като десетичната запетая е преместена с един знак надясно, т.е. 10 × 0,9999... = 9,999... Нека да си представим изваждане, при което умаляемото е 9,(9), а умалителят е 0,(9). При използване на познатите правила за изваждане, цифра по цифра, безкраен брой пъти, бихме получили точно 9. Нека да обозначим 0,(9) с буквата с, т.е. с = 0,(9). Дотук доказахме, че 10с – с = 9; или 9с = 9, т.е. с = 1. Или:
{\displaystyle {\begin{aligned}c&=0,999\ldots \\10c&=9,99\ldots \\10c-c&=9,999\ldots -0,999\ldots \\9c&=9\\c&=1\\0,999\ldots &=1\end{aligned}}}

#### С преобразуване
Принципът на преобразуване на безкрайната периодична десетична дроб в обикновена дроб е числителят да е самият период, а знаменателят толкова на брой 9-ки, от колкото цифри е съставен периодът; например {\displaystyle \textstyle {0,(285714)={\frac {285714}{999999}}}}, което може да се съкрати на {\displaystyle \textstyle {142857}} до {\displaystyle \textstyle {\frac {2}{7}}}. В търсения случай {\displaystyle \textstyle {0,(9)={\frac {9}{9}}}}, което се съкращава до {\displaystyle \textstyle {1}}.

### Реален анализ
Основно характерно свойство на реалните числа е техният запис в десетичната бройна система, който запис се състои от знак (плюс или минус), краен брой цифри, обозначаващи цялата част, десетична запетая и евентуално безкраен брой цифри, обозначаващи дробната част. Това може да бъде обобщено по следния начин: всяко реално число се записва:
{\displaystyle \pm b_{1}b_{2}\cdots b_{N-1}b_{N},b_{N+1}b_{N+2}b_{N+3}b_{N+4}b_{N+5}\cdots }
За да опростим записа, за целите на доказателството, разглеждаме обобщения запис на положителните реални числа, по-малки от 10:
{\displaystyle b_{0},b_{1}b_{2}b_{3}b_{4}b_{5}\dots }
Важно е да се отбележи, че дробната част може да съдържа безкраен брой цифри. Този запис отговаря на позиционна бройна система (като десетичната) – тежестта на цифрите зависи от мястото им, т.е. 5 в 500 допринася 10 пъти повече, отколкото 5 в 50, 1000 пъти повече от 5 в 5 в 0,5 и т.н.

#### Доказателство на Ойлер
Всяко реално число може да се представи като безкраен числов ред. В нашия случай:
{\displaystyle b_{0},b_{1}b_{2}b_{3}b_{4}\ldots =b_{0}+b_{1}({\tfrac {1}{10}})+b_{2}({\tfrac {1}{10}})^{2}+b_{3}({\tfrac {1}{10}})^{3}+b_{4}({\tfrac {1}{10}})^{4}+\cdots .}
Което представлява геометрична прогресия от вида:
{\displaystyle ar+ar^{2}+ar^{3}+\cdots ={\frac {ar}{1-r}},} при {\displaystyle |r|<1}
Това доказателство е дадено от Леонард Ойлер през 1790 г., в неговата книга Елементи на алгебрата.

#### Граница на числова редица
Дадена числова редица (x0, x1, x2,...) има граница l, ако разликата |x − xn| е по-малка от всяко положително число, когато n нараства. Така 0,999... = 1 се доказва като:
{\displaystyle 0,999\ldots =\lim _{n\to \infty }0,\underbrace {99\ldots 9} _{n}=\lim _{n\to \infty }\sum _{k=1}^{n}{\frac {9}{10^{k}}}=\lim _{n\to \infty }\left(1-{\frac {1}{10^{n}}}\right)=1-\lim _{n\to \infty }{\frac {1}{10^{n}}}=1.\,}.
Последната стъпка се базира на аксиомата, че реалните числа притежават архимедовото свойство.
Съществуват и други доказателства, дадени от Едуард Хайне, Георг Кантор и Рихард Дедекинд.

## Приложения
Едно от първите приложения на равенството 0,999...=1 е в Теорията на числата. През 1802 Гудуин забелязва появата на деветки в сбора на цифрите на безкрайни периодични дроби, чиито знаменатели са прости числа:
- 1/7 = 0,142857142857... като 142 + 857 = 999.
- 1/73 = 0,0136986301369863... като 0136 + 9863 = 9999.

Еквивалентът на 0,999...=1 в троична бройна система:
{\displaystyle 0,222\cdots =1}
e ключов за определяне на свойствата на един от най-простите фрактали, Множеството на Кантор (наричано още Канторов прах):
- Дадена точка от затворения интервал [0:1] e елемент на Множеството на Кантор, тогава и само тогава когато може да бъде записана, в троичната бройна система, само с 0 и 2. Например 2/3 може да бъде представено като 0,2 или 0,2000..., т.е. отговаря на този критерий, а по конструкция то попада в Множеството на Кантор.

Равенството 0,999...=1 е взето под внимание в друг труд на Кантор, доказателството от 1891, че съществуват безкрайни множества, които не са равномощни на множеството на естествените числа, което също е безкрайно. Такова доказателство използва различието на някои двойки реални числа, което се основава на различия в записа им. При избирането на такива двойки трябва да се избягват 0,999 и 1.

## Популярност извън професионалните математически среди
- В sci.math, дебати относно 0,999...=1 се водят от любов към спорта, а отговор на въпроса е даден в секцията FAQ: sci.math FAQ: Why is 0.9999... = 1?.
- На 1 април 2004, компанията Blizzard излиза със специално съобщение, насочено към разгорещените потребители на battle.net, обясняващо, че 0,999...=1.[4]